# Aftershock
Aftershock er en amerikansk film fra 1990 af Frank Harris.

## Medvirkende
- James Lew som Mr. James
- Michael Standing som Gruber
- Elizabeth Kaitan som Sabina
- Jay Roberts Jr. som Willie
- Chris DeRose som Brandt
- John Saxon som Oliver Quinn
- Deanna Oliver